# Andrea Tomatis
Andrea Tomatis (* 9. April 1978 in Mailand) ist ein ehemaliger italienischer Volleyball- und Beachvolleyballspieler.

## Karriere Hallen-Volleyball
Tomatis spielte von 1998 bis 2011 Hallenvolleyball bei verschiedenen italienischen Vereinen. In der Saison 2001/02 spielte der Außenangreifer in der Serie A2 bei Perugia Volley und schaffte den Aufstieg in die höchste italienische Spielklasse. 2010/11 spielte Tomatis mit M. Roma Volley in der Serie A1.

## Karriere Beachvolleyball
Seit 2001 war Tomatis auch im Beachvolleyball mit zahlreichen Partnern aktiv. Auf der FIVB World Tour gelangen ihm, abgesehen von einem fünften Platz bei den Shanghai Open 2006 mit Eugenio Amore, zunächst keine vorderen Platzierungen. Bei der Weltmeisterschaft 2011 in Rom belegte er mit Daniele Lupo Platz 33. 2013/2014 war Tomatis an der Seite von Alex Ranghieri wesentlich erfolgreicher. Tomatis/Ranghieri hatten auf der World Tour einige Top-Ten-Platzierungen und landeten bei der Europameisterschaft 2014 in Cagliari auf Platz neun.
In den folgenden Jahren versuchte sich der gebürtige Mailänder mit wechselnden Partnern. Ein einziges Turnier spielte er dabei mit Davide Dal Molin und das wurde für beide Sportler zu einem großen Erfolg. Beim Majors in Klagenfurt, einem der höchstdotierten Turniere der Saison 2016, erreichten die beiden italienischen Athleten das Viertelfinale und erhielten dafür jeder 8500 US$ Preisgeld. Anschließend trat Tomatis noch bei zwei nationalen Turnieren ein Jahr später an und nach drei Jahren Pause bei einem weiteren Event in Chodov. Seitdem gab es keine weitere Beachvolleyballveranstaltung mit dem aus der Lombardei stammenden Sportler.